# Liendo
Liendo település Spanyolországban, Kantábria autonóm közösségben. Liendo Castro Urdiales, Guriezo, Ampuero, Limpias és Laredo községekkel határos. Lakosainak száma 1226 fő (2024).

## Népesség
A település népessége az elmúlt években az alábbi módon változott:
| Lakosok száma | 891  | 935  | 1135 | 1193 | 1290 | 1250 | 1216 | 1204 | 1235 | 1226 |
|               | 2001 | 2004 | 2007 | 2009 | 2012 | 2014 | 2017 | 2019 | 2022 | 2024 |